# Scoliocentra czernyi
Scoliocentra czernyi är en tvåvingeart som beskrevs av Papp och Woznica 1993. Scoliocentra czernyi ingår i släktet Scoliocentra och familjen myllflugor.
Artens utbredningsområde är Slovakien. Inga underarter finns listade i Catalogue of Life.